# Leo Heilbrunn

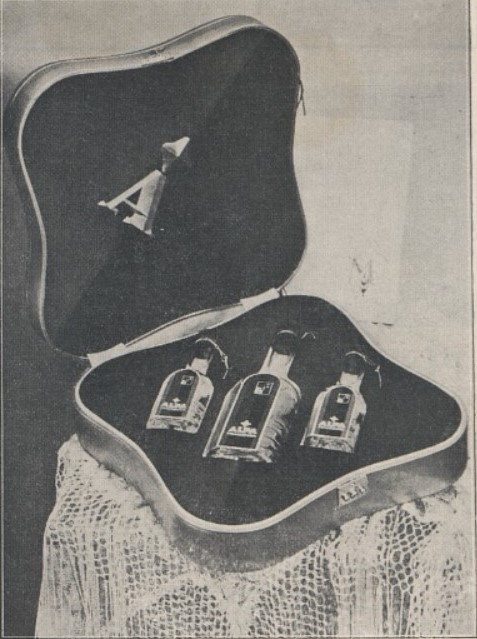
Kazeta Alpa (dar firmy presidentu Masarykovi) dle návrhu Leo Heilbrunna (1930)

Leo Heilbrunn (16. července 1891 Česká Lípa – 28. října 1944 Osvětim) byl akademický malíř a grafik židovského původu.
Pracoval jako grafik, mezi jehož nejznámější počiny patří vizuální zpracování loga francovky ALPA. Taktéž se podílel na reklamních vizuálech Baťových závodů.
Řada jeho prací, které vytvořil v průběhu svého věznění v Terezíně se zachovala ukryta v hradbách terezínského ghetta a ve vodárenské věži tamtéž. Námětem akvarelů, které se zachránily, byly zejména objekty ghetta. Věnoval se zhotovování nákresů budov metodou axonometrie.
Před druhou světovou válkou žil v Praze, odkud byl dne 10. srpna 1942 odvlečen do koncentračního tábora Terezín. Zde byl dva roky vězněn a 28. října 1944 transportován do koncentračního tábora Osvětim, kde byl téhož dne zavražděn.